# JAX-RPC
JAX-RPC (Java API for XML-based RPC) は、XMLを使用した遠隔手続き呼出し (RPC) を実装するためのJavaの標準仕様である。
JAX-RPCは、2003年にリリースされたJ2EE 1.4にバージョン1.1が仕様の一つとして取り込まれており、J2EE（現・Jakarta EE）の標準仕様の一つとなっていた。しかしJAX-RPC 2.0として開発されていたバージョンは、対象範囲がWebサービス全般へと拡大したことからJAX-WS (Java API for XML Web Services) へと改称されており、以後はJAX-WSに置き換えられる形となっている。

## 仕様
JavaアプリケーションからWSDLで記述されたJavaベースのWebサービスを呼び出すことを可能にする。Webサービス上のJava RMIと見ることができる。
次のように動作する。
1. Javaプログラムがスタブ（リモートサービスを表しているローカルなオブジェクト）上のメソッドを呼び出す。
2. スタブがJAX-RPC Runtime System (RS) のルーチンを呼び出す。
3. RSはリモートメソッド呼び出しをSOAPメッセージへ変換する。
4. RSはそのメッセージをHTTP要求として転送する。

この手法の利点は、WebサービスをServletまたはEJBコンテナとしてサーバ側に実装できる点である。したがって、ServletやEJBアプリケーションをWebサービス経由で利用できるようになる。